# Devoir d'enquête
Devoir d'enquête était une émission de télévision diffusée en Belgique sur la Une (RTBF).
Émission présentée par Malika Attar et diffusée d'abord en première partie de soirée un mercredi sur deux[réf. nécessaire], alternativement avec Questions à la Une, puis un mercredi par mois, il s'agit d'un magazine d'investigation judiciaire. Sauf exception, l'émission est rediffusée : deux jours plus tard (le vendredi matin) en juillet et août ; le reste de l'année trois jours plus tard (le samedi matin).
L'émission fait l'objet d'une micro-polémique, à la suite de la diffusion d'un documentaire sur l'Affaire Jarfi le 20 novembre 2013, dans lequel l'allusion à un inculpé est illustrée de l'image d'un parfait homonyme, complètement étranger à l'affaire.
Certains épisodes sont rediffusés sur Numéro 23, RMC Découverte et Planète+ Crime Investigation.

## Historique
L'émission Devoir d'enquête de la RTBF a été créée le 3 octobre 2008 et après 12 ans d'existence, sa programmation s'est achevée en 2020. Elle sera remplacée par l'émission Investigation en mars 2020[Passage à actualiser]. La dernière diffusion de l'émission a eu lieu le 15 janvier 2020.

## Programmation
La programmation de l'émission est reconstituée à partir des informations trouvées sur le site internet de Playtv, de L'Internaute, de Télé Loisirs et de Télérama.
Des informations sont mentionnées dans la colonne « Détails et informations supplémentaires », sauf si l'article correspondant existe.
| Date                             | Titres de l'épisode                                                 | Détails et informations supplémentaires |
| -------------------------------- | ------------------------------------------------------------------- | --- |
| 25 novembre 2009                 | Les emmurés du Midi                                                 | Dans les années 1990, l'arrivée du TGV est l'occasion de lancer un projet de transformation du quartier du Midi en centre d'affaires international. Dix-huit ans après l'annonce aux habitants de leur expropriation par la commune de Saint-Gilles, des propriétaires se battent encore en justice. |
| 6 janvier 2010                   | La ferme du mystère                                                 | Roisin 2001 Christian Duquene et son épouse Rita Wallecam agriculteurs sont tués. Stéphane Labeau leur employé et amant de leur fille est accusé. Il conteste. |
| 3 mars 2010                      | Tueries du Brabant : la dernière vérité ?                           | Robert « Bob » Beijer est lié à de nombreuses affaires survenues durant « les années de plomb » : citons notamment l'attentat manqué contre le major de gendarmerie Vernaillen ou encore un projet de racket des enseignes GB. À l'occasion de la publication de son livre Le dernier mensonge, il prétend pouvoir aider la justice pour certaines affaires non résolues dont celle des tueurs du Brabant.                                                                                          |
| 3 mars 2010                      | Malaise à l'école                                                   | Dinant 22 janvier 2007 un élève sur le point d'être expulsé de l'Institut Cousot agresse de 7 coups de couteau Pierre Jacquet directeur de l'établissement. |
| 5 mai et 27 août 2010            | L'envers des Homes                                                  | La Louvière 2006 maison de repos Léon 74 ans mort étranglé ceinture chaise roulante 3 aides-soignantes condamnées homicide par négligence ou manque de précaution fin 2009 |
| 5 mai et 27 août 2010            | IRE, bombe à retardement ?                                          | |
| 30 juin 2010                     | Meurtre à Goma : enquête au cœur du non-droit                       | ? |
| 30 juin 2010                     | Village no 1 : le fiasco judiciaire                                 | ? |
| 13 juillet 2010                  | Le monde parfait de Jéhovah                                         | |
| 13 juillet 2010                  | Qui veut la peau de Richard Fournaux ?                              | |
| 20 juillet 2010                  | Où est mon argent ?                                                 | Sprimont 2004 Charles Bengler modeste entrepreneur argent d'une vie de travail disparu Fortis banque |
| 20 juillet 2010                  | Coup de folie ?                                                     | Bruxelles Benjamin Rawitz pianiste virtuose crâne fracassé coups talon Junior Pashi Kabunda « Junior » délinquant 16 ans placé dans IPPJ sorties autorisées 20 septembre 19 ans étrangle sa fille 1 an et demi viole et tue arrière grand-mère de l'enfant tente assassiner sa compagne |
| 20 juillet 2010                  | Esprits criminels                                                   | Kim de Gelde, Aït Oud, Geneviève Lhermitte tueurs d'enfants |
| 13 août 2010                     | Rosalie n'habite plus ici                                           | Jacky fils né Berlin avril 1945 jeune belge travailleuse Allemagne disparue |
| 17 août 2010                     | Soupçon d'inceste                                                   | ? |
| 17 août 2010                     | Opus Dei, ange ou démon ?                                           | |
| 31 août 2010                     | Les cadavres exquis du Docteur La Mort                              | |
| 31 août 2010                     | Les emmurés du Midi                                                 | Rediffusion du reportage du 25 novembre 2009 |
| 7 septembre 2010                 | Elles ont dit non                                                   | 10 mars 2008 Karima son livre Insoumise et dévoilée. |
| 22 septembre 2010                | L'affaire Hissel : Abuseur réel ou virtuel ?                        | ? |
| 22 septembre 2010                | L'affaire Evrard : 5 jours pour juger                               | |
| 7 octobre 2010                   | Le silence coupable ?                                               | ? |
| 20 octobre 2010                  | Les bébés Softenon ont 50 ans                                       | Des survivants belges témoignent de leur vie avec ces malformations congénitales fortement handicapantes et de leurs démarches en justice pour obtenir réparation. |
| 20 octobre 2010                  | Le sixième juré                                                     | Dans la nuit du 1er au 2 mai 2001, Barbara Van Oordt est égorgée dans son logement à Etterbeek. Très vite, son compagnon, est soupçonné du meurtre. Bien que de fortes présomptions l'incriminaient (son ADN avait été trouvé sur le couteau du crime et il n'y avait pas de trace d'effraction dans l'appartement), il est finalement acquitté lors du procès en Assises ayant eu lieu en 2003. En 2009, le sixième juré explique à un journaliste comment il a fait pour emporter cette décision. |
| 24 et 27 novembre 2010           | Charleroi au bord de l'overdose                                     | trafic de drogue dealers |
| 24 et 27 novembre 2010           | Dieu rembourse à 300%                                               | |
| 22 décembre 2010                 | Deux hommes sans couffin                                            | Peter Meurrens et Laurent Ghilain couple homosexuel mère porteuse Ukraine Samuel bloqué |
| 22 décembre 2010                 | Le viol                                                             | Fabienne Jadin Fabienne violées par ostéopathe condamné pas indemnités reprend activité |
| 12 janvier 2011                  | La médecine qui tue !                                               | |
| 12 janvier 2011                  | La Maison de l'Apocalypse                                           | Pont-de-Loup rue Paul-Scohy Louis Dethy 79 ans 19 pièges mortels dans sa maison pour tuer ses 14 enfants |
| 9 et 12 février 2011             | Entre les murs de leur jeunesse                                     | les Institutions Publiques de Protection de la Jeunesse |
| 9 mars 2011                      | Les vitrioleurs des cimetières                                      | juin à juillet 2008 Charleroi Christian Lebon et Alain Mahieu SDF 5 femmes agressées cimetière acide chlorhydrique visage aveugles défigurées à vie |
| 9 mars 2011                      | Condamnées à perpétuité                                             | Châtelet 2007 Christine Colin infirmière harcelée menacée vitriolée par Freddy Polomé ex-compagnon 10 ans de prison. 2009 Patricia Lefranc par Richard Remès libéré erreur de procédure |
| 6 et 9 avril 2011                | Une famille en or                                                   | Bruxelles 2002 notaire Robert Verbruggen héritage 400 millions d'euros part de son fils Luc détournée par son frère et ses 4 sœurs |
| 6 et 9 avril 2011                | IRE, bombe à retardement ?                                          | rediffusion du 2e reportage du 5 mai 2010 |
| 4 et 7 mai 2011                  | On m'appelle Farid le Fou                                           | Bruxelles août 2005 sa fille en otage détenu le plus détesté redouté forcené difficile dangereux épuisant en 3 ans et demi 23 établissements pénitentiaires |
| 4 et 7 mai 2011                  | Alicia ne reviendra plus                                            | Liège 21 août fête dans le carré Alicia Damoiseaux 16 ans tuée Samuel Weertz 19 ans cave rue Général Bertrand |
| 1er et 4 juin 2011               | L'affaire Hissel : Le prix du silence - La chute du chevalier Blanc | 9 avril 2009 Liège Victor Hissel avocat tentative de parricide Romain démence passagère. Victor 10 mois prison consulté sites pédopornographiques pas téléchargé image |
| 1er et 4 juin 2011               | André Cools, 20 ans de soupçons                                     | |
| 8 et 11 juin 2011                | Le Père Samuel devra-t-il bientôt rendre des comptes à la justice ? | |
| 8 et 11 juin 2011                | Le monde parfait de Jéhovah                                         | rediffusion du 1er reportage du 13 juillet 2010 |
| 15 et 18 juin 2011               | Deux hommes sans couffin                                            | rediffusion du 1er reportage du 22 décembre 2010 |
| 15 et 18 juin 2011               | Elles ont dit non                                                   | rediffusion du reportage du 7 septembre 2010 |
| 22 et 25 juin 2011               | L'affaire Evrard : 5 jours pour juger                               | rediffusion du 2e reportage du 22 septembre 2010 |
| 29 juin et 2 juillet 2011        | L'ombre du dépeceur de Mons                                         | |
| 29 juin et 2 juillet 2011        | Les cadavres exquis du Docteur La Mort                              | rediffusion du 1er reportage du 31 août 2010 |
| 6 et 8 juillet 2011              | Le sixième juré                                                     | rediffusion du 2e reportage du 20 octobre 2010 |
| 6 et 8 juillet 2011              | Les bébés du softenon                                               | rediffusion du 1er reportage du 20 octobre 2010 |
| 13 et 15 juillet 2011            | L'Envers des homes                                                  | rediffusion du 1er reportage du 5 mai 2010 |
| 13 et 15 juillet 2011            | Qui veut la peau de Richard Fournaux ?                              | rediffusion du 2e reportage du 13 juillet 2010 |
| 20 et 22 juillet 2011            | Charleroi au bord de l'overdose                                     | rediffusion du 1er reportage du 24 novembre 2010 |
| 20 et 22 juillet 2011            | Esprits criminels                                                   | Rœulx 3 mars 2006 Philippe Guilmot jette sa fille Clara 4 ans du jubé église mère Tiziana Petrocelli |
| 27 et 29 juillet 2011            | Abus sexuel au sein de l'Église - Le Silence des Agneaux            | |
| 27 et 29 juillet 2011            | Raël : sexe, arnaques et soucoupes volantes                         | |
| 3 et 5 août 2011                 | La ferme du mystère,                                                | Rediffusion du reportage du 6 janvier 2010 |
| 28 septembre et 1er octobre 2011 | Cœurs piégés                                                        | |
| 28 septembre et 1er octobre 2011 | Sur la route de Bastien                                             | 9 ans séquestré 6 heures menace d’un couteau un pédophile attentats à la pudeur deux ans de prison ferme |
| 26 et 29 octobre 2011            | Une enfance saccagée                                                | 7 octobre 2008 Brûly-de-Pesche près de Couvin Coralie Gossiaux homicide volontaire tortures sur Noam 11 mois fils son compagnon Rahim Lixon |
| 26 et 29 octobre 2011            | Ronald Janssen, un Dutroux flamand ?                                | |
| 23 et 26 novembre 2011           | Des métaux à prix d'or                                              | le cours des métaux ne cesse de grimper depuis quelques années les marchés boursiers s'affolent |
| 23 et 26 novembre 2011           | Les pétasses se rebiffent                                           | région de Huy la « Centrale du Crédit » journées travail stressantes finissent souvent mal employées subissent débriefing commun se transforme en sermon insultes menaces gérante choisit tête de turc dénigre en public 29 femmes insultes permanentes remarques dégradantes ordres contradictoires traitée de « pétasse d'élevage » |
| 14 et 17 décembre 2011           | Délivrez-nous du mal                                                | |
| 14 et 17 décembre 2011           | Paroles de détenus, paroles de victimes                             | médiations judiciaires |
| 11 et 14 janvier 2012            | J'ai tué mon enfant ...                                             | avril 2007 Patrice Gailleterie 44 ans ne veut pas perdre la garde de Corentin de son fils de 8 ans. Il le tue et rate son suicide. Il est condamné perpétuité |
| 11 et 14 janvier 2012            | Junior, itinéraire d'un psychopathe                                 | 28 août 2006 un vol Benjamin Rawitz pianiste virtuose crâne fracassé coups talon par Junior Pashi Kabunda Belgo-Congolais drogues alcool violence existence marginale amoureuse Céline Mamadou-Hendrickx fille Anaïs placé en centre fermé permission de sortie week-end tue Anaïs viole et assassine grand-mère de Céline tente tuer Céline |
| 15 et 18 février 2012            | Petit meurtre entre amies                                           | Chiny 10 février 2008 kayakistes la Semois corps Cindy Claude 34 ans de Saint-Mard (Virton) mains attachées grosse corde disparue depuis 10 jours tuée par sa dealeuse de cannabis Marie-Ange Géris sa compagne Sabrina Tarabet et Nathalie Pleugers amie vit chez elles à Bleid pour 25 euros et ordinateur portable |
| 15 et 18 février 2012            | Ma maison oubliée                                                   | ? |
| 7 et 10 mars 2012                | Justice à la belge (1re partie) : La Cour des Miracles              | tribunal des flagrants délits |
| 7 et 10 mars 2012                | La terre promise                                                    | octobre 2005 Joseph agriculteur tire 4 coups de revolver tracteur cour de sa ferme Paul conducteur sérieusement blessé au bras |
| 4 et 7 avril 2012                | Justice à la belge (2e partie) : Le droit chemin                    | ? |
| 4 et 7 avril 2012                | Beaumont : des décharges et des casseroles                          | ? |
| 4 et 7 avril 2012                | Condamnées à perpétuité                                             | rediffusion du 2e reportage du 9 mars 2011 |
| 25 et 28 avril 2012              | Justice à la belge (3e partie) : Sadia, le procès d'une famille     | Lodelinsart rue du Chesnois 22 octobre 2007 Sadia Sheikh belgo-pakistanaise 20 ans abattue plusieurs balles chez ses parents par frère aîné Mudusar mariage forcé cousin Abbas Pakistan programmé par parents |
| 6 et 9 juin 2012                 | Geneviève Lhermitte : la folie d'une mère                           | |
| 6 et 9 juin 2012                 | Les ballets roses                                                   | |
| 13 et 16 juin 2012               | La médecine qui tue !                                               | rediffusion du 1er reportage du 12 janvier 2011 |
| 13 et 16 juin 2012               | Les pétasses se rebiffent                                           | rediffusion du 2e reportage du 23 novembre 2011 |
| 20 et 23 juin 2012               | Cœurs piégés                                                        | rediffusion du 1er reportage du 28 septembre 2011 |
| 20 et 23 juin 2012               | Dossier Hissel                                                      | rediffusion du 1er reportage du 1er juin 2011 |
| 4 et 7 juillet 2012              | André Cools, 20 ans de soupçons                                     | rediffusion du 2e reportage du 1er juin 2011 |
| 4 et 7 juillet 2012              | Les vitrioleurs des cimetières                                      | rediffusion du 1er reportage du 9 mars 2011 |
| 11 et 14 juillet 2012            | Délivrez-nous du mal                                                | rediffusion du 1er reportage du 14 décembre 2011 |
| 11 et 14 juillet 2012            | Alicia ne reviendra plus                                            | rediffusion du 1er reportage du 4 mai 2011 |
| 18 et 21 juillet 2012            | Une enfance saccagée                                                | rediffusion du 1er reportage du 26 octobre 2011 |
| 18 et 21 juillet 2012            | Sur la route de Bastien                                             | rediffusion du 2e reportage du 28 septembre 2011 |
| 25 et 28 juillet 2012            | La maison de l'Apocalypse                                           | rediffusion du 2e reportage du 12 janvier 2011 |
| 25 et 28 juillet 2012            | J'ai tué mon enfant ...                                             | rediffusion du 1er reportage du 11 janvier 2012 |
| 1er et 4 août 2012               | Des métaux à prix d'or                                              | rediffusion du 1er reportage du 23 novembre 2011 |
| 1er et 4 août 2012               | On m'appelle Farid le fou                                           | rediffusion du 2e reportage du 4 mai 2011 |
| 26 et 29 septembre 2012          | Faut-il brûler Michelle Martin ?                                    | |
| 26 et 29 septembre 2012          | Arnaque en Espagne                                                  | années 1980 Espagne Alcossebre près de Valence Maurice et Nadine appartement résidence neuve vue sur mer paient au comptant clefs en poche contrat d'achat pas de titre de propriété promoteur suisse-allemand 3 familles belges expulsées tribunal local |
| 7 et 10 novembre 2012            | Le silence des chevaux                                              | mai à novembre 2011 Belgique et Grand-Duché de Luxembourg mutilations à mort et décès cruels vingtaine chevaux |
| 7 et 10 novembre 2012            | La Belgique désarmée                                                | ? |
| 5 et 8 décembre 2012             | En plein cœur                                                       | |
| 9 et 12 janvier 2013             | Le vrai du faux                                                     | le magnifique portrait sculpteur Duquesnoy par Van Dyck du XVIIe siècle serait un faux « La Chute d'Icare » Musée beaux-arts Bruxelles copie chef-d'œuvre Pieter Bruegel l'Ancien |
| 9 et 12 janvier 2013             | Le faussaire et l'escroc                                            | ? |
| 6 et 9 février 2013              | Affaire Haemers : Destin de braqueurs                               | |
| 6 et 9 février 2013              | Chers voisins                                                       | Solières 2001 groupe amis achète terrain à bâtir copropriété projet habitat groupé écologique en bois bio-climatiques bloqués pendant 10 ans méfiance disputes haine |
| 6 mars 2013                      | Le silence des églises                                              | ? |
| 10 et 13 avril 2013              | Flics victimes, flics bourreaux                                     | ? |
| 10 et 13 avril 2013              | Rwanda : l'enquête manipulée                                        | ? |
| 1er et 4 mai 2013                | Mort derrière les barreaux                                          | prison Jamioulx août 2009 Michael Tekin meurt 3 agents pénitentiaires coups et blessures volontaires novembre 2012 acquittés |
| 1er et 4 mai 2013                | Mortelle randonnée                                                  | Mortsel 2010 Jonathan Jacob 26 ans meurt nu sous coups matraque 6 « Rambos » casqués police anversoise dans cellule |
| 22 et 25 mai 2013                | Justice à la belge (1re partie) : La Cour des Miracles              | rediffusion du 1er reportage du 7 mars 2012 |
| 22 et 25 mai 2013                | Le dépeceur de Montréal                                             | |
| 29 mai et 1er juin 2013          | Faut-il brûler Michelle Martin ?                                    | rediffusion du 1er reportage du 26 septembre 2012 |
| 29 mai et 1er juin 2013          | Estelle Mouzin : les nouvelles pistes                               | |
| 5 et 8 juin 2013                 | Justice à la belge (2e partie) : Le droit chemin                    | rediffusion du 1er reportage du 4 avril 2012 |
| 5 et 8 juin 2013                 | Virginie Labrosse : autre affaire des bébés congelés                | ? |
| 12 et 15 juin 2013               | Arnaque au soleil                                                   | ? |
| 12 et 15 juin 2013               | Affaire Kalinka : combat d'un père                                  | |
| 12 et 15 juin 2013               | Empoisonneuse au gâteau                                             | 22 mars 2009 Daniel Beasche et Mechtilde Plume gâteau empoisonné étouffés sac étranglés par Jacqueline Dherte fille Isabelle et compagne Mélissa Fruit |
| 19 et 22 juin 2013               | Meurtre au château                                                  | ? |
| 19 et 22 juin 2013               | Pasteur diabolique (Pandy)                                          | |
| 26 et 29 juin 2013               | Autopsie d'une erreur judiciaire                                    | 2003 Loïc Sécher condamné 9 ans en prison 16 ans de prison pour viol tentative de viol agressions sexuelles Émilie 14 ans 2008 Elle a menti |
| 26 et 29 juin 2013               | Je suis une morte vivante                                           | 2009 Patricia Lefranc harcelée menacée des mois vitriolée par Richard Remès car rompu avec lui 1988 soupçonné meurtre bébé 16 mois de Tonia |
| 26 et 29 juin 2013               | Libérée par son crime                                               | 1989 Ida Beaussart 17 ans Jean Claude père balle dans la nuque violent convictions néo nazies |
| 3 et 6 juillet 2013              | Pervers aux 100 visages (Ecoovie)                                   | Joseph Maltais canadien condamné en Belgique pour faux escroqueries association de malfaiteurs président Conseil mondial des peuples successeur Ghandi et Martin Luther King |
| 3 et 6 juillet 2013              | Victimes sous l'emprise d'un gourou                                 | ? |
| 10 et 13 juillet 2013            | Affaire Merah : l'onde de choc                                      | |
| 10 et 13 juillet 2013            | Beaumont : des décharges et des casseroles                          | rediffusion du 2e reportage du 4 avril 2012 |
| 17 et 20 juillet 2013            | La Belgique désarmée                                                | rediffusion du 2e reportage du 7 novembre 2013 |
| 17 et 20 juillet 2013            | Affaire Elodie Kulik : révélations                                  | |
| 24 et 27 juillet 2013            | Une famille en or                                                   | rediffusion 1er du reportage du 6 avril 2011 |
| 24 et 27 juillet 2013            | Tuerie de Nanterre                                                  | |
| 31 juillet 2013                  | Les confessions pédophiles d'un religieux                           | |
| 31 juillet 2013                  | Le silence des chevaux                                              | rediffusion du 1er reportage du 7 novembre 2012 |
| 7 août 2013                      | Le vrai du faux                                                     | rediffusion du 1er reportage du 9 janvier 2013 |
| 7 août 2013                      | Ma maison oubliée (Tunisie)                                         | rediffusion du 2e reportage du 15 février 2012 |
| 14 et 17 août 2013               | Accusé à tort puis blanchi par l'ADN                                | ? |
| 14 et 17 août 2013               | Le mystère des enfants empoisonnés                                  | 2006-2007 Peynier Nathalie Elena 42 ans empoisonne 5 enfants tente empoisonner 3 plus jeunes morphine dans Roscotin antidouleur au père syndrome Münchhausen par procuration |
| 21 et 24 août 2013               | En plein cœur                                                       | rediffusion du reportage du 5 décembre 2012 |
| 28 août 2013                     | La terre promise                                                    | rediffusion du 2e reportage du 7 mars 2012 |
| 28 août 2013                     | Nantes : l'incroyable histoire de Xavier de Ligonnès                | |
| 25 et 28 septembre 2013          | Dodo fout le bordel                                                 | |
| 25 et 28 septembre 2013          | Michel Lelièvre, les chemins de la liberté                          | |
| 23 et 26 octobre 2013            | Amanda, le diable au visage d'ange ?                                | |
| 23 et 26 octobre 2013            | Avocat flambeur, avocat marron                                      | Jean-Luc Burlion ex-avocat bruxellois a volé avoirs et pillé les comptes en banque de riches déficients mentaux, handicapés, mineurs dont il était administrateur des biens |
| 20 novembre 2013                 | 16 mariages et 14 enterrements                                      | décembre 2012 Lambert belge 66 ans jeune épouse Christel camerounaise empoisonné ? 2005 Michaël Piétquin 30 ans épouse Nadège Yaoundé mort Victor survivant |
| 20 novembre 2013                 | Le crépuscule d'Ishane                                              | |
| 18 et 21 décembre 2013           | Le jour où Flavien s'est perdu                                      | 4 décembre 2010 Tubize braquage bijoutier Pol Olivet tire sur Flavien Priore 15 ans meurt Hassan Nassiri |
| 18 et 21 décembre 2013           | Le bal des menteurs                                                 | Rita Bigattini institutrice 47 ans commandite meurtre compagnon André Cornet traquenard sordide |
| 8 janvier 2014                   | Chronique d'une explosion annoncée                                  | 27 janvier 2010 Liège rue Léopold explosion de gaz 14 morts |
| 8 janvier 2014                   | Harcelées                                                           | Depuis des mois Anne et Dorine harcelées par même homme appels anonymes menaces de mort insultes manœuvres d'intimidation nombreuses plaintes pas entendues |
| 5 et 8 février 2014              | Les nouveaux esclaves                                               | ? |
| 5 et 8 février 2014              | Les nouveaux shérifs                                                | ? |
| 5 et 8 février 2014              | Meurtre à la clé anglaise                                           | ? |
| 5 et 8 mars 2014                 | Chevaline : les mystères de la tuerie                               | |
| 5 et 8 mars 2014                 | La traque aux tags                                                  | |
| 5 et 8 mars 2014                 | Meurtres en famille                                                 | Affaire Gournier : Jean-Paul chirurgien respecté fils de bonne famille accusé d'avoir empoisonné curare ses parents criblé de dettes héritage condamné 25 ans prison, appel innocenté. |
| 2 et 5 avril 2014                | La fille dans le pont                                               | 15 janvier 2008 Albana Margjeka 30 ans origine Albanie disparue enceinte mari Christian De Groote partie avec amant |
| 2 et 5 avril 2014                | Crime à la STIB : un jugement contesté                              | 7 avril Eliaz Tahiraj superviseur Société des Transports Intercommunaux de Bruxelles violent coup de poing visage mort |
| 2 et 5 avril 2014                | Oscar Pistorius : la chute d'une icône                              | |
| 30 avril et 3 mai 2014           | Justice à la belge (3e partie) : Sadia, le procès d'une famille     | rediffusion du reportage du 25 avril 2012 |
| 30 avril et 3 mai 2014           | Chauffeurs routiers : la déroute !                                  | ? |
| 30 avril et 3 mai 2014           | Ils étaient mes enfants                                             | Rocourt 1er mars 2013 Rita Henkinet enfants Audrey 25 ans et Arnaud 24 ans infirmes moteurs cérébraux somnifères étouffe avec coussin |
| 18 et 21 juin 2014               | L'affaire des ballets roses                                         | rediffusion du 2e reportage du 6 juin 2012 |
| 25 et 28 juin 2014               | Michel Lelièvre, les chemins de la liberté                          | rediffusion du 2e reportage du 23 septembre 2013 |
| 2 et 5 juillet 2014              | Affaire Haemers : Destin de braqueurs                               | rediffusion du 1er reportage du 6 février 2013 |
| 2 et 5 juillet 2014              | Mort derrière les barreaux                                          | rediffusion du 1er reportage du 1er mai 2013 |
| 9 et 12 juillet 2014             | Le pervers aux cent visages (Ecoovie)                               | rediffusion du 1er reportage du 3 juillet 2013 |
| 9 et 12 juillet 2014             | Les amants diaboliques de Compiègne                                 | Novembre 2008 Jean-Luc Lemaire disparaît sa femme Isabelle et 2 de ses nombreux amants dont Frédéric Ricaux qui vit sous le même toit |
| 16 et 19 juillet 2014            | Rwanda : l'enquête manipulée                                        | rediffusion du 2e reportage du 10 avril 2013 |
| 16 et 19 juillet 2014            | Mortelle randonnée                                                  | rediffusion du 2e reportage du 1er mai 2013 |
| 23 et 26 juillet 2014            | Le crépuscule d'Ishane                                              | rediffusion du 2e reportage du 20 novembre 2013 |
| 23 et 26 juillet 2014            | L'énigme des retraités disparus                                     | Jocelyne et Jean-Claude retraite sud France disparus mot griffonné bout de papier |
| 23 et 26 juillet 2014            | Mère diabolique, épouse meurtrière                                  | femme manipule ses enfants tuer son compagnon accident de la route argent assurances |
| 30 juillet et 2 août 2014        | Chers voisins                                                       | rediffusion du 2e reportage du 6 février 2013 |
| 30 juillet et 2 août 2014        | Une famille sous emprise (Les reclus de Monflanquin)                | |
| 6 et 9 août 2014                 | Dodo fout le bordel                                                 | rediffusion du 1er reportage du 23 septembre 2013 |
| 6 et 9 août 2014                 | La vengeance à tout prix                                            | Visan Vaucluse 18 avril 20002 Serge Armand entrepreneur BTP fait exécuter son concurrent Jean-Luc Gilles 38 ans |
| 6 et 9 août 2014                 | Les amants meurtriers                                               | Sérignan Hérault 4 janvier 2009 Frédéric Flourou 32 ans saoulé lapidé étranglé fond d'un puits couple homosexuel Eric Meynier Ludovic Serra novembre 2003 Wilfried Cerveaux lapidé Ile de la Barthelasse Gard |
| 20 et 23 août 2014               | Le bal des menteurs                                                 | rediffusion du 2e reportage du 18 décembre 2013 |
| 20 et 23 août 2014               | Le faussaire et l'escroc                                            | rediffusion du 2e reportage du 9 janvier 2013 |
| 20 et 23 août 2014               | Le mystère de l'homme coupé en deux                                 | Auvergne Didier Lacote ouvrier dans coffre sa voiture découpé en 2 |
| 27 et 30 août 2014               | 16 mariages et 14 enterrements                                      | rediffusion du 1er reportage du 20 novembre 2013 |
| 27 et 30 août 2014               | Avocat flambeur, avocat marron                                      | rediffusion du 2e reportage du 23 octobre 2013 |
| 24 et 27 septembre 2014          | Liège, une tuerie annoncée                                          | |
| 24 et 27 septembre 2014          | Stéphane Bleus le banquier de Dieu                                  | voleur sans scrupules familles catholiques belges et luxembourgeoises, cité dans les Panama Papers |
| 24 et 27 septembre 2014          | Jeu d'enfer à Namur                                                 | casino Armand Khaida |
| 22 et 25 octobre 2014            | Spéciale tueries du Brabant                                         | |
| 26 et 29 novembre 2014           | Une famille « Model »                                               | Hainaut agence immobilière « Model » clients ruinés gérante, mari et fils chèques encaissés sans vente officielle cautions non rendues avances non décomptées |
| 26 et 29 novembre 2014           | Alain Hubert : blanc comme neige ?                                  | |
| 26 et 29 novembre 2014           | Ras-le-bol de la boue                                               | Gerpinnes vagues de boues à chaque gros orage |
| 17 et 20 décembre 2014           | la Cellule des Personnes Disparues                                  | unité spéciale police fédérale chargée élucider 1500 disparitions inquiétantes chaque année |
| 28 et 31 janvier 2015            | Jeunes proies sur la Toile                                          | via Facebook jeunes filles 15 à 22 ans grandes jolies tous milieux se retrouvent prostituées malgré elles par David liégeois 40 ans manipulateur condamné 8 ans prison ferme |
| 28 et 31 janvier 2015            | Le « Père Samuel » martyr ou escroc ?                               | |
| 28 et 31 janvier 2015            | Filles de joie - Filles de peine                                    | quartier Nord Bruxelles été 2014 prostituée belge sauvagement agressée sortie salon place forte prostitution quartier devenu zone non-droits trafiquants drogues marchands de sommeil proxénètes immobiliers méprisées rejetées par familles musulmanes dans quartier loyers considérablement augmentés propriétaires devenus nouveaux proxénètes |
| 25 et 28 février 2015            | Les dessous de l'affaire du Carlton                                 | |
| 25 et 28 février 2015            | Rémy Lecrenier : L'assassin à l'arbalète                            | 1997 Vinciane violée abattue 2 balles tête flèche arbalète cœur et ses 2 sœurs et leur mère abattues par Rémy Lecrenier amoureux éconduit psychopathe |
| 25 et 28 février 2015            | Kepha Invest : une sainte arnaque ?                                 | fond d'obligations belgo-italien actif immobilier sous haut patronage du Vatican accident financier ou géniale arnaque ? baron belge Christophe de Fierlant Dormer administrateur délégué historien d'art pilote automobile, Monseigneur Patrizio Benvenuti aumônier Forces navales italiennes propriétaire mystérieuse fondation culturelle et humanitaire château près Gènes et Christian Ventissette corse immobilier finance Italie Luxembourg Floride                                          |
| 25 mars 2015                     | Les jumelles disparues                                              | Saint-Sulpice (Suisse) 30 janvier 2011 Alessia et Livia Schepp enlevées par leur père Matthias, tuées |
| 25 mars 2015                     | Rendre justice                                                      | Jean-François Jonckheere juge retraité évoque sa carrière |
| 25 mars 2015                     | L'horreur est dans le pré                                           | « bouchers-braconniers » abattent animaux pour prendre meilleurs morceaux |
| 27 mai 2015                      | Djihadistes : désamorcer la bombe                                   | |
| 3 et 6 juin 2015                 | La fille dans le pont                                               | rediffusion du 1er reportage du 2 avril 2014 |
| 3 et 6 juin 2015                 | Harcelées                                                           | rediffusion du 2e reportage du 8 janvier 2014 |
| 24 juin 2015                     | Les enfants de l'année blanche                                      | |
| 1er et 4 juillet 2015            | Chauffeurs routiers : la déroute !                                  | rediffusion du 2e reportage du 30 avril 2014 |
| 1er et 4 juillet 2015            | La croisade des C.C.C.                                              | ? |
| 8 et 11 juillet 2015             | Le banquier de Dieu                                                 | rediffusion du 2e reportage du 24 septembre 2014 |
| 8 et 11 juillet 2015             | La mort en héritage                                                 | Affaire Le Couviour : Grand-Champ Morbihan 9 avril 2009 Assassinat déguisé cambriolage Anne-Marie Le Couviour 75 ans seconde femme d'Eugène par Wenceslas Lecerf et Guénolé Madé commandité par belle-fille Josiane intermédiaire Loïc Dugué jardinier |
| 15 et 18 juillet 2015            | Le jour où Flavien s'est perdu                                      | rediffusion du 1er reportage du 18 décembre 2013 |
| 15 et 18 juillet 2015            | Alain Hubert : blanc comme neige ?                                  | rediffusion du 2e reportage du 26 novembre 2014 |
| 15 et 18 juillet 2015            | Les secrets d'une veuve noire                                       | Affaire Louis-Vaze : Simon Jochimec 75 ans assassiné le 12 juillet 2003 à Villalar de los Comuneros par sa jeune épouse « Maud » (Dominique Louis) call-girl ancienne policière, avec la complicité de son amant Jean-Claude Vaze |
| 22 et 25 juillet 2015            | Chronique d'une explosion annoncée                                  | rediffusion du 1er reportage du 8 janvier 2014 |
| 22 et 25 juillet 2015            | Affaire Salameh                                                     | Patrick Salameh tueur en série chef de chantier dépressif disparues 7 mai 2008 Fatima Saiah baby-sitter 21 ans 5 octobre Iryna 42 ans prostituée ukrainienne, 27 octobre Cristina 23 ans prostituée roumaine, 7 novembre 2008 Zineb Chebout 28 ans prostituée algérienne, Soumia El Kandadi prostituée marocaine rescapée |
| 22 et 25 juillet 2015            | Crime à la STIB : un jugement contesté                              | rediffusion du 2e reportage du 2 avril 2014 |
| 29 juillet et 1er août 2015      | Ils ont jugé                                                        | ? |
| 29 juillet et 1er août 2015      | Ils étaient mes enfants                                             | rediffusion du 3e reportage du 30 avril 2014 |
| 29 juillet et 1er août 2015      | L'insaisissable tueur de Joanna Parrish                             | |
| 5 et 8 août 2015                 | Liège, une tuerie annoncée                                          | rediffusion du 1er reportage du 24 septembre 2014 |
| 5 et 8 août 2015                 | Jeu d'enfer à Namur                                                 | rediffusion du 3e reportage du 24 septembre 2014 |
| 5 et 8 août 2015                 | L'énigme Popov                                                      | 2004 Marseille Gennady Popov homme d'affaires russe sa femme morte brûlée vive dans sa voiture |
| 12 et 15 août 2015               | Une famille « Model »                                               | rediffusion du 1er reportage du 26 novembre 2014 |
| 12 et 15 août 2015               | Ras-le-bol de la boue                                               | rediffusion du 3e reportage du 26 novembre 2014 |
| 12 et 15 août 2015               | Meurtre à la clé anglaise                                           | rediffusion du 3e reportage du 5 février 2014 |
| 19 août 2015                     | Spéciale tueries du Brabant                                         | rediffusion du reportage du 22 octobre 2014 |
|                                  |                                                                     | |
|                                  |                                                                     | |
|                                  |                                                                     | |
| 11 janvier 2017                  | Sierre : les réscapés du tunnel                                     | Près de 5 ans après l'accident d'autocar survenu le 13 mars 2012, les rescapés, familles de victimes et secouristes témoignent au sujet de ce drame dont les circonstances restent encore mystérieuses. |
| 11 janvier 2017                  | Sous les pavés, Bruxelles                                           | Chaque année, 900 manifestations ont lieu à Bruxelles, capitale de la Belgique et siège des institutions européennes. Comment éviter les éventuels débordements qui peuvent en découler ? Comment sont gérés les cortèges ? C'est notamment à ces questions que tente de répondre ce reportage tourné au sein de la Police et des manifestants. |
| 8 février 2017                   | Condamnés à tort                                                    | En l'an 2000, la Cour d'Assises de Liège a condamné les frères Gottschalk à 15 et 20 ans de prison pour avoir tué un jeune homme de 17 ans et blessé grièvement son cousin. Clamant depuis le début de l'affaire leur innocence, un nouveau témoignage survenant plus de 20 ans après les faits pourrait confirmer la thèse de l'erreur judiciaire. |
| 8 février 2017                   | La loi de la forêt                                                  | Immersion dans le quotidien de gardes forestiers exerçant dans la région spadoise. Entre les découvertes de camps d'entraînement paramilitaires ou encore de cadavres, leur quotidien peut être très surprenant. |
| 8 février 2017                   | Djihadisme et Justice (Trevidic)                                    | |
| 8 mars 2017                      | Ondes de choc - L'après 22 mars                                     | Près d'un an après les attentats du 22 mars 2016 à Bruxelles, les victimes, ambulanciers, policiers ou encore simples passants reviennent sur cet évènement qui a bouleversé leur vie et celle de la Belgique tout entière. |
| 5 avril 2017                     | Loin des yeux, près du cœur                                         | Au travers de ce reportage, les journalistes de l'émission ont suivi Nancy et Pascale, deux mères dont les enfants ont été victimes d'un rapt parental. |
| 5 avril 2017                     | Sécurité : la tentation du privé                                    | Enquête sur les multinationales de la sécurité privée qui, à la suite des divers attentats survenus en Europe, sont de plus en plus sollicitées et pourraient se voir confier dans un avenir proche des tâches exercées jusqu'à maintenant exclusivement par la Police. |